# Fred Hechinger
Fred Hechinger (Nueva York, 2 de diciembre de 1999) es un actor y director estadounidense que debutó en 2018 en la película independiente de Bo Burnham Eighth Grade. Ha participado además en varias películas notables como Vox Lux y Alex Strangelove. Obtuvo mayor reconocimiento internacional en 2021 por participar en películas como La mujer en la ventana, en la trilogía La calle del terror y en la serie The White Lotus.

## Biografía
Hechinger nació en la ciudad de Nueva York, hijo de Sarah Rozen y Paul Hechinger. Su abuelo fue Fred M. Hechinger, editor de educación del New York Times. Creció en el barrio Upper West Side y asistió a la escuela Saint Ann's, donde tuvo como compañeros de clase a los actores Lucas Hedges y Maya Hawke. Hechinger de adolescente fue reportero y estudió en la Upright Citizens Brigade (en español: Brigada Ciudadana de la Justicia). Es judío.

## Filmografía
| Año  | Título                              | Rol                        | Notas                    |
| ---- | ----------------------------------- | -------------------------- | ------------------------ |
| 2018 | Eighth Grade                        | Trevor                     |                          |
| 2018 | Alex Strangelove                    | Josh                       |                          |
| 2018 | Vox Lux                             | Aidan                      |                          |
| 2019 | Human Capital                       | Jamie Manning              |                          |
| 2019 | As They Slept                       | Alex                       | Cortometraje             |
| 2020 | David                               | David                      |                          |
| 2020 | Let Them All Talk                   | Fred                       |                          |
| 2020 | News of the World                   | John Calley                |                          |
| 2021 | La mujer en la ventana              | Ethan Russell              |                          |
| 2021 | Italian Studies                     | Matt                       | También como coproductor |
| 2021 | La calle del terror (Parte 1): 1994 | Simon Kalivoda             |                          |
| 2021 | La calle del terror (Parte 3): 1666 | Isaac / Simon Kalivoda     |                          |
| 2023 | Hell of A Summer                    | Jason                      |                          |
| 2024 | Gladiator 2                         | Emperador Caracalla        |                          |
| 2024 | Thelma                              | Danny                      |                          |
| 2024 | Kraven the Hunter                   | Dmitri Smerdyakov/Camaleón |                          |

| Año  | Título                   | Rol                   | Notas                                   |
| ---- | ------------------------ | --------------------- | --------------------------------------- |
| 2021 | The Underground Railroad | Young Arnold Ridgeway | Episodio: «Chapter 4: The Great Spirit» |
| 2021 | The White Lotus          | Quinn Mossbacher      | Papel principal; 6 episodios            |
| 2022 | Pam & Tommy              | Seth Warshavsky       | Papel recurrente                        |